# George Glas
George Glas (Dundee, 1725 - costa británica, 30 de noviembre de 1765) fue un marino, comerciante y colono escocés.

## Biografía
Tras varios viajes a las Indias Occidentales, no se sabe bien si en calidad de cirujano o de guardiamarina en una nave de la Marina Real Británica, obtuvo el mando de un barco mercante que cubría la ruta comercial a Brasil, África Occidental y Canarias.
En uno de sus viajes descubrió un paraje entre Cabo Verde y Senegal que consideró idóneo para fundar un asentamiento comercial. De regreso en las islas británicas llegó a un acuerdo con las autoridades de su país por el que recibiría 15 000 libras a cambio de obtener de los nativos la cesión de los territorios a la Corona británica. En 1764 viajó acompañado de su mujer e hija a la costa africana, consiguiendo la cesión y nombrando a la nueva colonia como Port Hillsborough (Santa Cruz de la Mar Pequeña). Una hambruna en la zona le llevó a viajar a Lanzarote, donde intentó obtener provisiones, pero las autoridades canarias lo apresaron acusado de contrabando. Por intermediación del gobierno británico fue puesto en libertad al año siguiente, pero en el viaje de regreso, los tripulantes británicos Georges Gidley, Richard San Quinten, Peter McKilie y Andrés Lukerman marino holandés, asesinaron al capitán y a los pasajeros, incluido Glas; su mujer e hija fueron arrojadas por la borda. La historia fue publicada y difundida en panfletos que circularon por Dublín, donde al ser apresados, serían colgados los cuatro marineros amotinados, y al parecer, inspiraron parte del argumento de La Isla del Tesoro de Robert L. Stevenson, que copió el argumento cambiando nombres y localizaciones.
Dejó escrita una obra, The History of the Discovery and Conquest of the Canary Islands, en la que incluyó la traducción al inglés del manuscrito de Juan de Abréu Galindo Historia de la conquista de las siete islas de Canaria y su continuación hasta mediados del siglo XVIII, junto con una descripción de la geografía del archipiélago y de las costumbres de sus habitantes.
La localización exacta de Port Hillsborough no se pudo precisar con exactitud, aunque posiblemente se trate de Gueder, en latitud 29° 10' N; el asentamiento fue abandonado por los colonos el mismo año de su fundación, tras el ataque de los nativos.